# سد میانواتان
سد میانواتان (به لاتین: Mianhuatan Dam) یک سد وزنی و نیروگاه برقابی در چین است که در یانگدینگ واقع شده‌است.